# ستيفن إدوارد سميث
ستيفن إدوارد سميث (بالإنجليزية: Stephen Edward Smith)‏ (و. 1927 – 1990 م) هو محلل مالي من الولايات المتحدة الأمريكية . ولد في مدينة نيويورك .
توفي في مانهاتن .بسبب سرطان الرئة .

## التعليم
تعلم في جامعة جورجتاون.

## روابط خارجية
- ستيفن إدوارد سميث على موقع IMDb (الإنجليزية)